# 348-я стрелковая дивизия
348-я стрелковая дивизия (348-я уральская стрелковая дивизия, 348сд) — соединение (стрелковая дивизия) Рабоче-Крестьянской Красной Армии (РККА) Вооружённых Сил СССР (ВС СССР).
348 сд была сформирована на Урале, в знаменитых Тоцких лагерях, на основании Постановления Государственного Комитета Обороны (ГКО) от 10 августа 1941 года (г.). Из-за этого дивизия получила народное название «Уральская», но комплектовалась она, так же, сибиряками из Иркутской области.

Немецкие историки часто называют проводившие контрнаступление под Москвой соединения «сибирскими». Применение этого термина весьма условно. Например, 348-я стрелковая дивизия полковника А. С. Люхтикова была Уральской, 371-я подполковника И. Ф. Щеглова — Челябинской, а 82-я кавалерийская дивизия Н. В. Горина формировалась в Башкирии.— Алексей Исаев. Наступление маршала Шапошникова.
Дивизия вместе с другими соединениями и частями вела оборонительные бои под Москвой. Прошла боевым путём от Москвы до Эльбы.
В действующей армии, периоды 01.12.1941 г.- 20.03.1943 г., 01.05.1943 г — 09.05.1945 г..
Полное наименование дивизии, по окончании Великой Отечественной войны: 348-я стрелковая Бобруйская Краснознамённая ордена Кутузова 2-й степени дивизия.

## История

### Исторический формуляр дивизии
Согласно Постановлению Государственного Комитета Обороны от 10 августа 1941 года и Директивы Народного комиссариата обороны СССР №ОРГ/2/539000 от 11 августа с 10 августа по 1 сентября 1941 года в г. Бузулук Чкаловской области сформирована 348 стрелковая дивизия.
Дивизия формировалась по штатам 04/600, 04/616, 014/38, 04/417, 04/418, 04/637, 04/409.

### Части и подразделения дивизии на момент формирования
- Управление дивизии
- 1170-й стрелковый полк
- 1172-й стрелковый полк
- 1174-й стрелковый полк
- 916-й артиллерийский полк
- 129-й артиллерийский полк
- 415-я отдельная разведрота
- 589-я отдельная рота связи
- 472-й отдельный сапёрный батальон
- 348-й отдельный медико-санитарный батальон
- 468-я отдельная авторота подвоза
- 207-я полевая хлебопекарня

### Дивизия после формирования вошла в состав Приволжского Военного Округа.
8 ноября 1941 года дивизия вошла в состав 60-й резервной армии, г. Семёнов, Горьковской области.
28 ноября дивизия была переброшена в состав 30-й действующей армии, Калининского фронта.
22 января 1942 года дивизия вошла в состав 31-й действующей армии, Калининского фронта.
2 февраля дивизия вошла в состав 30-й действующей армии, Калининского фронта.
С 28 сентября по 25 ноября 1942 года дивизия находилась в резерве Калининского фронта.
25 ноября дивизия вошла в состав 39-й армии, Калининского фронта.
28 декабря дивизия перебрасывается на Северо-Западный фронт в состав 1-й Ударной армии г. Демянск.
С 29 января по 27 февраля 1943 года дивизия находилась в составе 53-й армии, Северо-Западного фронта.
С 12 марта по 10 апреля дивизия находилась в резерве Ставки Верховного Главнокомандования в составе 2-й Резервной армии.
С 10 апреля по 23 декабря дивизия находилась в составе 63-й армии Брянского фронта.
23 декабря дивизия вошла в состав 35-го стрелкового корпуса, Брянского фронта.
10 февраля 1944 года дивизия в составе 35-го стрелкового корпуса вошла в состав 3-й армии, в которой находилась до 20 августа 1945 года.
20 августа 1945 года дивизия в составе 35-го стрелкового корпуса, 3-й армии прибыла из Германии и вошла в состав 40-го стрелкового корпуса Минского Военного Округа.

### Части и подразделения дивизии на момент вхождения в состав Минского Военного Округа
1. Управление 348-й стрелковой Бобруйской Краснознамённой, ордена Кутузова 2-й степени дивизии
2. 1170-й стрелковый Белостокский Краснознамённый ордена Кутузова 3-й степени, ордена Александра Невского полк;
3. 1172-й стрелковый Остроленковский Краснознамённый ордена Кутузова 3-й степени полк;
4. 1174-й стрелковый Алленштайнский Краснознамённый ордена Кутузова 3-й степени, ордена Суворова 3-й степени полк;
5. Отдельный учебный стрелковый батальон;
6. Управление 542-й артиллерийской бригады;
7. 916-й пушечный артиллерийский Остроленковский ордена Кутузова 3-й степени, ордена Александра Невского, ордена Суворова 3-й степени полк;
8. 2232-й гаубичный артиллерийский полк;
9. 817-й миномётный полк;
10. 207-й отдельный истребительный противотанковый ордена Александра Невского дивизион;
11. 898-й отдельный зенитный артиллерийский дивизион;
12. 154-й отдельный самоходно-артиллерийский ордена Александра Невского дивизион;
13. Учебная батарея;
14. 415-я отдельная моторазведывательная рота;
15. 804-й отдельный батальон связи;
16. 472-й отдельный сапёрный батальон;
17. 207-я полевая хлебопекарня.

### Участие в походах и боях
Выполняя приказ № 36 Командарма-30 от 4 декабря 1941 года, 6 декабря дивизия получила первое боевое крещение под с. Рогачёво Коммунистического (ныне Дмитровского) района Московской обл.
В этих боях дивизия разбила обороняющегося противника и 8 декабря заняла с. Рогачёво, захватив большие трофеи.
После занятия дивизией с. Рогачёво, противник начал общий отход на Запад в направлении г. Клин. Части дивизии продолжали успешно преследовать противника и после ряда упорных боев под Русино, Спас-Коркодино, Воронино, выбили противника и заняли г. Клин, захватив большие трофеи.
Выполняя приказ Штарма-30, после занятия г. Клин, дивизия была переброшена в район Завидово.
Выполняя приказ Штарма-30 от 20 декабря 1941 года, дивизия перешла в общее наступление на Лапино, Бол. Горки, Бол. Феряськино, Ульяново и в течение 20.12.41 заняла ряд населённых пунктов и гор. Тургиново.
Выполняя приказ Штарма по овладению Тургиново, части дивизии успешно преследуют противника до Ульяново и после ожесточённых боев под Погорелое Городище, Коршиково, Нов. Коблево, Ощурково, Коськово, Лещихино, Леоново, 20 января 1942 года части дивизии овладели гор. Ульяново. В этих операциях дивизия захватила большие трофеи, только за 5 дней боев с 15 по 20 января дивизия захватила 130 грузовых автомашин, 67 легковых, 10 специальных машин, 30 мотоциклов, 1 150 мм орудие, 10 тракторов, 130 000 патронов, 7500 снарядов. Освободила несколько десятков населённых пунктов.
Выполняя приказ № 7 Штарма-31 от 27 января 1942 года, дивизия с 27 января по 2 февраля вела наступательные бои в районе Погорелое-Городище.
За это время дивизия освободила 9 населённых пунктов, прорвала укреплённую полосу противника на р. Дёржа севернее Погорелое-Городище, но понеся большие потери и не обеспечив план, прорвавшиеся подразделения контратаками противника были отрезаны и окружены. Ведя упорные бои в окружении, только мелкие группы могли прорваться через кольцо окружения. В этих боях дивизия понесла тяжёлые потери — до 1200 человек убитыми и пропавшими без вести, из них 45 % среднего и старшего командного состава.
В этой операции понесла большие потери оперативная группа Штаба дивизии. Ранен начальник штаба дивизии, НО-2 и ПНО-1, которым удалось вырваться из окружения. Пропали без вести: начальник 1-го отделения и инженер, командир сапёрного батальона, комендант штаба дивизии, командир разведроты и много других командиров.
2 февраля дивизия сдала боевой участок 379-й стрелковой дивизии и сосредоточилась на Ржевском направлении в районе Воскресенское, Ширянки. Из состава 31-й армии дивизия поступила в распоряжение 30-й армии.
С 7 по 18 февраля части дивизии вели упорные бои на р. Кокша в районе Стар. и Нов. Коростылево, Кокош, Тимонцево, Петелено. После безуспешных боев 18 февраля дивизия перешла к обороне.
С 18 февраля по 25 апреля части дивизии обороняли полосу с передним краем по южному берегу р. Кокша.
25 апреля противник, подтянув резервы и большое количество артиллерии, при 10 танках и мощной артиллерийской подготовке перешёл в наступление на левом фланге дивизии, но предпринятое противником наступление успеха не имело. Атака была отбита, противник потерял убитыми и ранеными до 800 солдат и офицеров, подбито 4 танка.
С 25 по 30 апреля дивизия занимала оборону по южному берегу р. Кокша, ведя оборонительные бои местного значения.
31 июля 1170-й стрелковый полк внезапной и стремительной атакой овладел Бол. Косачево. Все попытки противника с 31 июля по 12 сентября выбить наши подразделения из Бол. Косачево успеха не имели.
12 сентября противник силами до батальона, при поддержке артиллерии и 4 танков в течение дня 3 раза пытался атаковать Бол. Косачево, но все атаки немногочисленным, но стойким гарнизоном Бол. Косачево были отбиты. Противник понёс потери убитыми и ранеными до 250 солдат и офицеров и подбито 2 танка.
С 12 по 26 сентября дивизия вела бои местного значения, но успеха не имела.
26 сентября 1942 года дивизия перешла в решительное наступление с задачей прорвать оборону противника и во взаимодействии с 380-й сд окружить и уничтожить группировку 87-й пд в районе Ножино, Тимонцево, Ново-Коростылево и Клушино.
26 сентября части дивизии прорвали оборону противника и во взаимодействии с 380-й сд завершили полный разгром противника, часть его была уничтожена в бою, а часть — потоплена в р. Волга при бегстве.
С 28 сентября дивизия перешла в резерв Калининского Фронта и сосредоточена в районе Туд (Калининской области).
Выполняя боевое распоряжение № 014 Штарма-39, дивизия с 29 ноября 1942 года вела наступательные действия в районе Молодой Туд с задачей развить успех в южном направлении на Урдом.
30 ноября после ожесточённого 15-часового боя с дивизией СС «Великая Германия», дивизия овладевала Урдом. Не имея достаточного количества боеприпасов, дивизия дальше успеха развить не смогла.
Выполняя частный боевой приказ № 0059 Штарма-39, 21 декабря дивизия перешла к местной обороне.
С 30.11.42 по 28.12.42 дивизия ведёт оборонительные бои. С 28 декабря сдала свою полосу обороны 373-й сд, 135-й сбр и 101-й сбр и передислоцировалась в район с. Селижарово.
С 28 декабря 1942 по 6 января 1943 года дивизия совершила марш и 6 января вошла в состав 1-й Ударной армии Северо-Западного фронта.
С 29 января по 27 февраля дивизия обороняла полосу переднего края протяжённостью 40 км в районе с. Молвотицы, Ленинградской области в составе 53-й армии СЗП.
С 27 февраля по 12 марта части дивизии в составе 53-й армии вели наступательные бои по разгрому Демянской группировки противника.
Выполняя приказ № 01410 Штабарма-53, 12 марта дивизия сдала свою полосу обороны частям 166-й сд и перешла в резерв Ставки Главного Командования.
С 12 марта по 10 апреля дивизия передислоцировалась в район г. Елец в распоряжение 2-й резервной армии.
С 10 апреля по 1 мая после получения материальной части, обозного и конного состава, доведения до полного (сокращённого) штата дивизия поступает в распоряжение 63-й армии.
С 1 мая по 22 июня дивизия находилась во 2-м эшелоне 63-й армии.
За время боевых действий с 6 декабря 1941 года убито: старшего и среднего командного состава — 345 человек, младшего командного состава — 580 человек, рядового состава — 4777 человек. Всего дивизия потеряла убитыми 5702 человек.
За это же время пропало без вести: старшего и среднего командного состава — 81 человек, младшего командного состава — 115 человек, рядового состава — 1443 человека. Всего пропало без вести 1639 человек.
Общие потери дивизии в живой силе составили 7341 человек.
С 22 июня по 12 июля, находясь во втором эшелоне 63-й армии, дивизия подготавливалась для прорыва сильно укреплённой полосы обороны противника под г. Новосиль на главном направлении.
11 июля 1943 года дивизия получила боевую задачу: с рассветом 12 июля прорвать главную полосу обороны противника в полосе: справа — (исключая) Старое Витьково, (исключая) Сетуха; слева — отметка 40 на р. Норуч, (исключая) выс. 248,0 Малиновец, Чёрная Грязь.
На рассвете 12 июля, после сильной артиллерийской подготовки, части дивизии перешли в решительную атаку и после 2-часового боя прорвали главную полосу обороны противника и овладели высотой 244,9.
После упорных боев внутри оборонительной полосы противника, особенно за высоту 243,7, к исходу дня части дивизии вышли на западную окраину Прогресс, Лески, Малиновец, полностью уничтожив 482-й пп 262-й пд и частично 462-й и 486-й пп той же дивизии, захватив в плен до 300 солдат и офицеров противника.
С рассветом 13 июля дивизия продолжала развивать успех и к исходу дня овладела южной окраиной Сетуха, высотой 268,8, Гусли, разбив при этом 8-й и 118-й мотополки 8-й танковой дивизии и захватив в плен 15 солдат противника.
С 14 по 19 июля части дивизии преодолели упорное сопротивление и многочисленные атаки танков и пехоты противника.
В ночь с 19 на 20 июля дивизия овладела сильно укреплённым пунктом противника ст. Ворошилово, разгромив при этом остатки (8-й и 118-й мотополки) 8-й тд и к исходу 20 июля овладела Красная Степь, Головинка.
21 июля дивизия овладела Аржаное, Чечерино, Евланские участки (Восточные).
С рассветом 22 июля части дивизии продолжили наступать, отражая сильные контратаки противника. За один день было отбито 6 контратак противника силою до 2 батальонов каждая.
К исходу 22 июля дивизия овладела сильно укреплённым рубежом на высоте 259,2, Семёново, высота 249,8, Ржавец, Соловки, Кокурино, Голдаево, разгромив полностью 14-й пп 78-й штурмовой дивизии и 1 батальон 528-го пп 299-й пд. Захвачено в плен до 60 солдат и офицеров противника.
С 23 по 28 июля, преодолевая упорное сопротивление противника и минные поля, дивизия вышла на восточный берег р. Оптуха, овладев Семендяево, Телегино, Шлыково, Новая Деревня, разгромив при этом 78-й мотополк 96-й мотодивизии.
29 июля по 1 августа дивизия вела бой за переправу через р. Оптуха. К исходу 1 августа овладела — Семёновка, высота 225,8, западнее Ильинской 2 км.
С 1 по 4 августа дивизия преодолевала упорное сопротивление и отражала контратаки 25-го мотополка и 29-го тп 12-й тд. К исходу 4 августа дивизия вышла на восточный берег р. Ока.
В ночь 4 на 5 августа части дивизии ночной атакой форсировали р. Ока и ведя уличные бои в южной части г. Орёл. К 05:00 5 августа пересекли железную дорогу Орёл — Брянск и шоссейные дороги Брянск — Орёл и Орёл — Кромы. Этим самым части дивизии создали угрозу окружения Орловской группировки противника и вынудили его поспешно оставить г. Орёл, действуя совместно с другими соединениями 63-й армии.
В 07:30 5 августа части дивизии вышли на рубеж с. Образцово, с. Надежда, высота 205,4 и, отбив контратаки 25 танков и до батальона пехоты 12-й танковой дивизии, закрепились на данном рубеже, уничтожив при этом до роты пехоты и подбив 5 танков.
В боях с 11 июля по 6 августа дивизия прорвала долговременную и сильно укреплённую полосу противника, с боями прошла 73 км, освободив 300 квадратных километров территории, 45 населённых пунктов, в том числе 2 железнодорожные станции Ворошилово и Саханская и крупные населённые пункты Архангельская, Аржаное, Малая Куликовка, и освободила юго-западную окраину г. Орёл.
В боях за г. Орёл разгромлены: 482-й, 486-й пп 262-й пд, 8-й и 118-й мотополки 8-й тд, батальон 528-го пп 299-й пд и 14-й пп 78-й штурмовой дивизии, 78-й мп 36-й мд, 29-й тп и 25-й мп 12-й тд. Уничтожено и захвачено танков разных — 11, самоходных пушек — 6, самолётов — 29, автомашин — 92, пушек разных калибров — 48, пулемётов ручных и станковых — 155, миномётов разных калибров — 67, винтовок — 1503, тракторов — 8, кухонь походных — 2, лошадей с повозками — 617, ручных гранат и мин — 10 000 шт., винтовочных патронов до 1 500 000, уничтожено — 3465 солдат и офицеров противника, взято в плен — 396 солдат противника.
С 6 августа по 1 сентября дивизия находилась во 2-м эшелоне 63-й армии и следовала по маршруту: г. Орёл — ст. Саханская — Дашково — Богдановка — Городище — Мешково — Молодовое — Волково — Давыдово.
С 1 по 5 сентября 1943 года части дивизии продолжали вести наступательные бои. В 03:00 5 сентября дивизия овладела ст. Погребы и вступила в Брянские леса. За этот период дивизия освободила 21 населённый пункт, отбила 7 пушек, 7 автомашин и 1 танк. Захвачено 17 пленных, 9 ручных и 6 станковых пулемётов, 90 винтовок, 144 ящика с минами, 800 мотков проволоки, 225 противотанковых мин. Дивизия прошла с боями 43 км, освободив 250 квадратных километров площади.
С 6 по 9 сентября дивизия вела бои по очистке Брянского леса от противника и преследовала его до р. Десна, освободив 9 населённых пунктов, уничтожив 200 солдат и офицеров, захватила 23 неисправных отечественных машины и соединились с партизанским отрядом «Смерть немецким оккупантам», численностью в 400 человек. За это время дивизия прошла 72 км боевого пути и освободила 350 квадратных километров площади.
С 9 по 18 сентября дивизия производила разведку бродов и переправ через р. Десна, перегруппировку и готовилась к форсированию р. Десна и прорыву обороны противника на правом берегу.
19 сентября под прикрытием артиллерийского и миномётного огня части дивизии форсировали р. Десна в районе Радутино, Городище. прорвали сильно укреплённую оборону противника и овладели Радутино, Селище, Городище и начали преследовать отходящего противника в направлении г. Трубчевск.
С 19 по 21 сентября, преследуя отходящего противника, преодолевая минные поля и преодолевая контратаки противника, вышла на восточный берег р. Судость. За это время дивизия прошла с боями 70 км пути, освободила 440 тысяч мирного населения, эвакуированных немцами, 56 населённых пунктов, в том числе г. Трубчевск, захватила в плен 44 немецких солдат и офицеров, уничтожено до 300 солдат и офицеров противника, подбила 2 танка, 1 тягач, захватила склад с боеприпасами и 50 мотков проволоки.
22 сентября дивизия штурмом овладела г. Стародуб и несколькими населёнными пунктами.
С 22 по 25 сентября дивизия преследовала отходящего противника, отражая его контратаки и преодолевая минные поля. 25 сентября вышла на восточный берег р. Ивоть. В период 3-дневных боёв части дивизии прошли 66 км боевого пути, освободили 330 квадратных километров территории, 51 населённый пункт. Захвачено в плен 44 немецких солдат. Уничтожено 56 немецких солдат и офицеров, захвачено 600 бочек из-под горючего, 40 тонн соли, освобождено до 75 тысяч гражданского населения.
25 по 30 сентября дивизия, преодолевая водные преграды, заболоченные места, минные поля и отражая контратаки противника, 29 сентября вышла на восточный берег р. Беседь. За это время дивизия прошла 79 километров боевого пути, освободила 29 населённых пунктов. Уничтожила 140 немецких солдат и офицеров, захватила в плен 137 солдат русской национальности немецкой армии, 1 автомашину и 1 мотоцикл.
30 сентября под прикрытием артиллерийского огня части дивизии форсировали р. Беседь и начали теснить противника к р. Сож. Противник под натиском наших частей спешно отходит на заранее подготовленный рубеж по западному берегу р. Сож, откуда встретил наши части мощным организованным артиллерийским и пехотным огнём. В течение 30 сентября части дивизии вели разведку обороны противника, переправ через р. Сож и готовились к форсированию её. В районе Подлужный одним полком р. Сож была форсирована, но развить успех и захватить плацдарм на правом берегу не удалось.
С 3 по 19 октября дивизия перешла к обороне по восточному берегу р. Сож, совершенствуя свою оборону в инженерном отношении и ведя разведывательные бои. За этот период уничтожено до 150 немецких солдат и офицеров.
С 19 октября по 15 ноября дивизия перешла к жёсткой обороне на широком фронте по Восточному берегу р. Сож на участке Оношки, Смердино с протяжённостью переднего края обороны 33 км.
16 ноября после ночной перегруппировки и ударом на высоту 130,9, Однополье в ночь форсировала р. Сож и ночной атакой овладела опорным пунктом высота 130,9, Однополье. Части дивизии развивали успех в направлении Остров, Присно.
С 17 ноября дивизия одним стрелковым батальоном 1172-го сп ночной атакой форсировала р. Сож в районе Остров и в 06:30 полностью овладела им.
18 ноября дивизия производила очистку леса от оставшихся групп противника, одним батальоном и 2 штрафными ротами вела наступление на высоту 139,7, 151,1. Несмотря на сильно укреплённую оборону и яростное сопротивление противника, подразделения решительной атакой в 18:00 овладели высотой 151,1, а штрафные роты — высотой 139,7. Противник предпринимал многочисленные и ожесточённые контратаками при поддержке сильного артиллерийского и миномётного огня и огня самоходных пушек. В течение дня 1172-й сп устойчиво удерживал захваченный у противника рубеж и отбил 19 контратак противника. За день боёв противник потерял до 300 солдат и офицеров, 3 танка, но успеха добиться не смог.
19 ноября противник силою до роты пехоты при поддержке 2 танков и 2 самоходных установок с направления Черняцкая Поляна на высоту 139,7 предпринял новую контратаку, при этом понеся потери 50 солдат убитыми и подбит 1 танк, откатился на исходное положение.
20 ноября в 10:30 противник силою до одного полка пехоты при поддержке 4 самоходных установок предпринял сильную контратаку из района Чернецкая Поляна на высоту 139,7, не добившись успеха, противник предпринимает вторую и третью контратаку. В результате 3-й контратаки противнику частично удалось ворваться в передние траншеи 1172-го сп, но решительными действиями подразделений 1172-го сп противник с большими потерями был выбит и отошёл на ранее занимаемый рубеж.
21 и 22 ноября дивизия отбивала частичные контратаки противника и только в 12:30 22 ноября противнику ценой больших потерь удалось потеснить наши подразделения, восстановить ранее утраченное положение на высоте 151,1.
23 ноября дивизия после многодневных боёв по отражению контратак противника приводила в порядок материальную часть и личный состав. На широком фронте продолжала прочно удерживать занимаемый рубеж обороны по восточному берегу р. Сож и находилась в полной боевой готовности к отражению атак противника с районов Рисно, Черняцкая Поляна, высота 151,1.
С утра 23 ноября 1943 года части дивизии вели разведку в своих районах с целью установления намерения противника в части его отхода с реки Сож.
27 ноября в 05:00 дивизия передовыми подразделениями форсировала реку Сож и на широком фронте перешла в наступление по преследованию отходящего противника. За день боевых действий части дивизии прошли 7 км в глубину и освободили 3 населённых пункта. К исходу дня вышли на западную окраину Лобач, Подоверье. Противник, отходя на запад, оказывал незначительное огневое сопротивление перед каждым населённым пунктом.
28 ноября дивизия 2 полками форсировала р. Чичера и перешла в наступление по преследованию отходящего противника. Опасаясь окружения и захвата нашими частями его техники и обоза, противник временно приостановил отход и закрепился на рубеже: Причалесня, Курганье, Антоновка.
29 ноября дивизия 1170-м и 1174-м полками перешла в наступление и в 07:50 овладела этими населёнными пунктами.
В ночь с 30 ноября по 1 декабря дивизия вела подготовку к дальнейшим наступательным действиям.
С утра 2 декабря противник оставил заслоны на переднем крае, основными силами начал отходить на Запад. Дивизия, сломив сопротивление заслонов противника, начала поспешно преследовать его и за день прошла 21 км боевого пути, освободила 22 населённых пункта. Уничтожила 100 солдат и офицеров, взяла в плен 6 солдат.
С утра 3 декабря дивизия передовыми подразделениями вела наступление и к 12:00 вышла на рубеж: западная окраина Пролетарский, колхоз им. Дмитриева, отметка 2,0, западная окраина Княжинка. На этом рубеже части дивизии вошли в соприкосновение с противником, который организованным огнём с заранее подготовленных позиций приостановил наше наступление.
5 декабря дивизия силами 1170-го и 1174-го стрелковых полков в 24:00 перешла в наступление и атаковала противника с направления совхоз Тульский и высоты 148,8. Под воздействием сильного артиллерийского и миномётного огня атака успеха не имела.
С 6 по 7 декабря дивизия вела подготовку для наступательных действий на город Рогачёв.
В ночь на 8 декабря дивизия силами 1172-го сп совершила марш и в 03:00 приступила к приёму нового участка обороны от подразделения 397-й сд на линии: юго-восточ. Турск, дорожная отметка южнее Турск и далее на юг. 1174-й и 1170-й сп, сдав свои оборонительные участки подразделениям 169-й сд, вышли во 2-й эшелон дивизии и приступили к регулярным занятиям по боевым подготовкам.
9—12 декабря дивизия вела бои местного значения, одновременно производила инженерно-производительные работы по усовершенствованию своей обороны.
12 декабря дивизия сдала свою полосу обороны подразделениям 129-й сд и приняла новую полосу обороны от частей 41-й сд на рубеже: опушка леса, что восточнее Мал. Козловичи, (исключая) Рассвет.
12—17 декабря дивизия находилась в обороне, ведя усиленную разведку, бои местного значения и отбивая сильные атаки противника.
Выполняя боевое распоряжение № 007 Штакора-35 от 16 декабря 1943 года, 17 декабря части дивизии сдали свою полосу обороны подразделениям 41-й сд и вышли во 2-й эшелон — в резерв командующего 63-й армии, приступив к созданию второго оборонительного рубежа.
С 18 по 22 декабря дивизия находилась в резерве командующего 63-й армии, производила работу 2-го армейского рубежа и занималась боевой подготовкой.
23 декабря дивизия произвела смену подразделений 169-й и 41-й сд на рубеже: лес 2 км севернее посёлка Осое (исключая) колхоза «Рассвет». 1170-й сп и 33-й ошб заняли исходное положение и вели подготовку к наступлению. В 12:30 после 15-минутной артподготовки перешли в наступление на Малые Козловичи, в результате решительных действий наших подразделений противник был выбит с передней линии обороны. В 14:45 решительной атакой 33-й ошб полностью овладел Малые Козловичи, отбив 2 контратаки противника с направления лес севернее Гнашев. Противник потерял до 450 солдат и офицеров, захвачено 4 пленных, одна 37 мм пушка, 6 ручных пулемётов. Уничтожено: пулемётов − 11, винтовок — до 450, автоматов — 120, миномётов — 6, пушек — 4. Дивизия также понесла людские потери.
С 24 по 28 декабря части дивизии прочно удерживали захваченный рубеж, отбивая ряд яростных атак противника и нанося ему большие потери в живой силе и технике. В боях по отражению атак противника частями дивизии было уничтожено до 750 гитлеровцев.
Выполняя приказ № 018/ОП Штакора-35 от 28 декабря 1943 года, дивизия сдала свою полосу обороны частям 41-й сд и вышла в резерв 35-го ск и к 07:00 сосредоточилась в районах: Пламя, Мал. Стрелки, хутора Семёновские.
30 декабря 1943 по 10 января 1944 года дивизия находилась во 2-м эшелоне 35-го ск, занимаясь подготовкой и инженерными работами по созданию 2-го оборонительного рубежа корпуса.
С 11 по 24 января одним полком (1170) произвела смену частей 41-й сд и приняла полосу обороны на рубеже: северная окраина Мал. Козловичи, кладбище сев.-зап. Мал. Козловичи, восточнее 250 м высоты 147,6, полевая дорога от высоты 147,6 до мостика 400 м южнее Мал. Козловичи.
За этот период дивизия, усовершенствуя оборону в инженерном отношении, вела разведывательные бои с задачей захватить контрольного пленного.
Выполняя боевой приказ Штакора-40 № 005/ОП от 23 января 1944 года, дивизия в ночь с 24 на 25 января провела смену частей 129-й сд и частично подразделений 250-й сд на рубеже: Рассвет, хутора Денисковичи, отдельные домики западнее Пролетарский.
С 26 по 31 января дивизия одним полком продолжала удерживать занимаемый рубеж. Части и спецподразделения, находящиеся во втором эшелоне, занимались боевой подготовкой согласно плану.
В ночь 31 января на 1 февраля 1944 года дивизия одним полком (1174) произвела смену частей 323-й сд на участке: Чёрная Вырня, Бобовка.
С 2 по 13 февраля дивизия продолжала занимать прочную оборону, усовершенствуя её в инженерном отношении, ведя разведку по захвату контрольного пленного.
Выполняя боевое распоряжение № 007/ОП Штакора-40 от 13 февраля, дивизия 14 февраля сдала полосу обороны частям 169-й и 323-й сд и совершила марш, сосредотачиваясь во 2-м эшелоне корпуса в районе: свх. Красница, клх. Дмитрова, Наидерун.
15—20 февраля дивизия находилась во 2-м эшелоне корпуса и занималась боевой подготовкой согласно плану.
В ночь с 20 на 21 февраля дивизия совершила марш по маршруту: Пахарь — Долгий — Лес Вишен — Мадоры. Форсировала реку Днепр и к 14:00 сосредоточилась в районе: Мадора, Вишен, южнее высоты 147,2, где находилась в полной боевой готовности к наступательным действиям.
С 22 по 24 февраля дивизия находилась в резерве командира 40-го корпуса, продолжая совершать марш вслед за наступающими частями. К 24 февраля сосредоточилась в районе: Тереховка, Стар. село, Грабов, Большевик, Парня.
С 24 по 25 февраля дивизия одним полком (1172), сменив подразделение 129-й сд, вела наступательные действия и к 07:15 25 февраля овладела западными скатами высоты 145,4, восточнее Веричев. Противник, потеряв выгодный рубеж, предпринял ряд контратак превосходящими силами, но все атаки были отбиты с большими для него потерями.
С 26 по 28 февраля дивизия перешла к временной обороне на рубеже: юго-западные скаты высоты 145,4, безымянные высоты 600 м восточнее южная окраина Веричев, высота 145,9.
29 февраля дивизия, произведя перегруппировку, заняла исходное положение для наступления в районах: 1174-й сп — юго-западные скаты высоты 145,4, 1172-й сп — 500 м восточнее северное окраины Веричев.
За данный период безвозвратные потери дивизии составляют: убито офицеров — 43 чел, сержантов — 257 чел, рядовых — 754 чел, итого 1054 чел.
С 1 февраля по 23 июня после ожесточённых наступательных боев за переправу и плацдарм на западном берегу р. Друть дивизия находилась в обороне по западному берегу р. Друть, севернее Рогачёва на участке: Бол. Коноплица, отметка 147,4, Горохов, высота 145,4, высота 144,5, вела оборонительные бои, отражая многочисленные контратаки пехоты и танков противника, одновременно готовилась к дальнейшим наступательным боям.
24 июня дивизия под командование генерал-майора НИКИТИНА Николая Александровича в составе 35-го ск 3-й армии 1-го Белорусского фронта, после 2-часовой артподготовки, перешла в наступление с плацдарма на западный берег р. Друть. В результате 1-го дня боя, части дивизии овладели 1 и 2-й траншеей противника.
25 июня части дивизии, сломив сопротивление противника, заняли 3-ю траншею противника и вышли в район огневых позиций артиллерии, тем самым завершили прорыв сильно укреплённой полосы обороны противника, разгромив при этом 439-й пп 134-й пд. Противник потерял до 215 солдат и офицеров, взято в плен 16 солдат.
С 26 по 30 июня дивизия, ведя бои с арьергардными частями противника, продолжала преследование его. В ходе боев форсировала реки: Добрица, Слина, Березина, овладела районным центром Кличев, перерезала основную магистраль Могилёв — Бобруйск, вышла на оперативный простор, чем обеспечила пропуск танкового корпуса прорыва ГЛАВНОГО КОМАНДОВАНИЯ. По уточнённым данным части дивизии с 24 по 30 июня нанесли следующие потери противнику: уничтожено танков — 11, орудий — 75 и 155 мм — 43, пулемётов — 22, миномётов — 9, автомашин — 20, тракторов — 7. Захвачены трофеи: пулемётов — 75, орудий 75 и 105 мм — 30, автомашин — 9.
С 1 по 9 июля части дивизии, ломая упорное сопротивление противника, перерезали шоссе Могилёв — Минск к исходу 2 июля овладели м. Червень. В дальнейшем дивизия преследует отходящего противника, обходя отдельные узлы сопротивления и опорные пункты, к исходу 9 июля с хода форсировала р. Неман на подручных средствах, захватив плацдарм на западном берегу в районе Огородни. За этот период дивизия прошла с боями более 230 км, завершила окружение Могилевской группировки противника, захватила большие трофеи: орудия 75 и 105 мм — 13, пулемётов — 29, миномётов — 11, мин — 300 шт., патронов 6000 шт., автомашин 44, автоматов — 24, взято в плен 162 чел., уничтожено до 570 солдат и офицеров.
10 и 11 июля дивизия, находясь в резерве 35-го ск, продолжала следовать за 323-й сд вдоль восточного берега р. Неман и подошла к рубежу Стукалы, Шестилы.
С 12 по 18 июля дивизия продолжала преследовать противника. Форсировала реки: Шара, Зельвянжа, Рось, Свислочь и развивая успех, с боями заняла: Ермолка, Мадцынь, Козлы, Конюхи, где закрепилась, ведя командирское наблюдение и разведку переднего края противника. За этот период овладела крупными населёнными пунктами и важными опорными пунктами немцев: Мосты, Зельвяны, Ковали, Михалины, Ермолка, Козлы. Отбила ряд контратак противника.
19 и 20 июля, совершив марш по маршруту: Жукевичи, Олекшицы, Мисевичи — дивизия сосредоточилась на рубеже: 1 км южнее Оицув и лес колхоз Милятнев, откуда форсировав р. Свислочь в район Белогурцы, Горки (южнее Крынки).
21 июля, обходя Крынки южнее через Белостокскую пущу, дивизия перерезала шоссе Крынки-Белосток в районе Тальковщизна, тем самым вышла в тыл Крынской группировки и отрезала пути отхода противника на Белосток. С боями прошла 12 км, освободила Тальковщизна и другие населённые пункты.
С 22 по 30 июля части дивизии, преследуя противника и преодолевая минные поля, проволочные заграждения, по бездорожью в лесисто-болотистой местности вышла на западную окраину г. Белосток. При этом захвачены трофеи: танков — 2, орудий разных — 17, миномётов — 31, пулемётов — 42, автомашин — 3, снарядов — 2400, патронов — 80 000. Уничтожено: танков — 12, орудий разных — 26, миномётов — 39, пулемётов — 48, автомашин — 17, повозок разных с грузом — 170, 1900 солдат и офицеров. Разгромлены: 5-й мп 12-й тд и сапёрный батальон 367-го пд.
1 августа части дивизии вышли на восточный берег р. Нарев на участке Бацюты — Топлиев.
Со 2 по 30 августа дивизия внезапной и тщательной замаскированной атакой форсировала р. Нарев и, преодолевая огневое сопротивление и частые контратаки противника, продолжала дальнейшее наступление на Запад и к исходу 30 августа вышла на рубеж Мечки — Зимаки — Милево-Тоси — Милево-Вельки.
31 августа, произведя перегруппировку частей в районе Хростово, Ладыманс (юго-восточнее Остроленка), дивизия готовилась к наступлению за овладение городом-крепостью Остроленка.
С 1 марта по 1 сентября безвозвратные потери дивизии составили: убито: офицеров — 135, сержантов — 395, рядовых 1127, итого — 1657; пропало без вести: офицеров — 1, рядовых — 2.
3 сентября части дивизии перешли государственную границу 1939 СССР с Германией на участке пограничного столба № 111—114 юго-восточнее Остроленка и к 5 сентября вплотную подошли к опорному пункту немцев на восточном берегу р. Нарев, прикрывающим подступы к восточной Пруссии городу и крепости Остроленка.
6 сентября части дивизии под командованием гвардии полковника ГРЕКОВА Михаила Андреевича, ломая ожесточённое сопротивление, штурмом овладели городом Остроленка. При этом уничтожено: до 660 солдат 14-го пд, взято в плен 17 немцев, уничтожено самоходных орудий — 4, танков — 2, орудий 75 мм — 2, миномётов — 6, пулемётов — 38, подбито СУ — 2, бронетранспортеров — 1. Разбито винтовок — 160, автомашин грузовых 13, подвод — 67. Захвачены трофеи: пулемётов — 85, автоматов — 7, винтовок — 119.
С 7 по 23 сентября дивизия перешла в резерв командира 35-го ск, проводила занятия по боевой подготовке и инженерные работы по оборудованию тылового армейского рубежа в районе: Жикунь, Выпыхы, Лавы (севернее).
С 24 сентября по 8 октября дивизия совершала марш в район Шляхецкий, Михалово, Старе (южнее Рожан), где проводила занятия по боевой подготовке и вела подготовку к боевым действиям по расширению плацдарма на р. Нарев.
С 9 по 16 октября, сменив части 194-й сд 29-го ск на рубеже: Напюрки, Лдне, Градзелки, дивизия вела наступательные бои по расширению плацдарма на западном берегу р. Нарев. Преодолевая упорное сопротивление противника и отбивая его непрерывные контратаки крупных сил пехоты и танков, дивизия перерезала важнейшие коммуникации — шоссе Рожан — Пултуск, Рожан — Макув, тем самым был обеспечен захват нашими частями г. Рожан. Дивизия прошла с боями до 20 км, освободила 14 населённых пунктов, среди них крупные населённые пункты: Хшаново, Ляс, Трущь. Разгромлен 114-й мп, разведотряд 299-й пд. Уничтожено солдат и офицеров противника — 2365, взято в плен — 37. Разбито орудий всех калибров — 39, миномётов — 10, пулемётов — 109, винтовок и автоматов 390, самоходных орудий и танков 29, бронетранспортеров — 10, автомашин — 21, повозок — 76, лошадей — 142. Взяты трофеи: орудий — 12, миномётов — 2, пулемётов — 32, винтовок и автоматов — 256, самоходных орудий и танков — 6, автомашин — 9, раций — 4.
С 19 октября по 1 ноября дивизия перешла во 2-й эшелон 35-го ск, производила работы по оборудованию 2-го оборонительного рубежа в районе Рожан и занятия по боевой подготовке, готовясь к дальнейшим наступательным боям.
С 1 октября по 1 ноября безвозвратные потери дивизии составляют: убито офицеров — 34, сержантов — 90, рядовых — 343. Пропало без вести рядовых 4.
С 1 по 15 ноября дивизия находилась во 2-м эшелоне, составляя резерв 35-го ск 3-й армии, проводила занятия по боевой подготовке.
С 1 ноября по 28 декабря дивизия двумя полками (1170 и 1172), сменив части 290-й сд, заняла оборону на рубеже: южные скаты высоты 122,0, Роща 700 м восточнее Влосьц, Северыново (восточнее) — 7 км г. Рожан. 1174-й сп, находясь во 2-м эшелоне, проводил занятия по боевой подготовке.
С 29 декабря 1944 года по 1 января 1945 года дивизия, сдав боевой участок частям 73-й сд 48 армии, вышла во 2-й эшелон, составляя резерв 35-й ск, где проводила подготовку к январским наступательным боям 1945 года.
С 1 по 13 января дивизия находилась во 2-м эшелоне 35-го ск, где проводила занятия по боевой подготовке. Готовилась к предстоящему наступлению.
13 января части дивизии сменили 290-ю сд на рубеже северо-восточнее Домбровка (8 км западнее Рожан), заняв исходное положение для наступления. В 1-м эшелоне 1170-й и 1172-й сп, 1174-й сп — во 2-м эшелоне.
С 14 по 17 января части дивизии после мощного артналёта перешли в решительное наступление, преодолевая упорное сопротивление и контратаки танков и пехоты противника, форсировали р. Ожиц.
С 18 по 20 января дивизия, продолжая ломать сопротивление противника, преследовала его и 20 января перешла границу Польши с Германией в районе г. Яново и вступила в пределы Восточной Пруссии. За сутки дивизия прошла с боями около 40 км, освободив 47 населённых пунктов.
С 21 по 23 января части дивизии, ведя стремительное преследование отходящего противника, сбивая его мелкие заградотряды, при поддержке самоходных орудий, бронетранспортеров и танков, продолжала наступать в северном направлении на г. Алленштайн, затем, изменив направление на северо-восток, наступала восточнее 4 км от Алленштайна. К исходу 23 января достигла 1 км юго-западнее г. Вартенбург.
С 24 по 27 января дивизия вела упорные бои за г. Вартенбург и к исходу 27 января вышла на южный берег р. Писса, заняв южную часть города.
С 28 по 29 января обходным манёвром 2 полками (1172-й и 1174-й сп) дивизия продолжала наступать в северном направлении, обходя Вартенбург с запада, одним полком (1170-м сп) прикрывалась справа, и к исходу 29 января вышла 1,5 км севернее Вартенбург, захватив Ной-Мараунен.
С 30 января по 6 февраля дивизия, преодолевая яростное сопротивление противника, отбивая контратаки, совершая обходные манёвры лесом, в сложных условиях лесного боя, продолжала наступать в северном направлении и к исходу 6 февраля овладела Фридрихаиде, очистив лес юго-восточнее Кашаунен.
За это время дивизия уничтожила 430 солдат и офицеров противника. Разбила: орудий — 4, миномётов — 5, автомашин — 8, пулемётов — 7, бронетранспортеров — 3, танков — 2. Захвачено автомашин — 2, мотоциклов — 7, пулемётов — 9.
С 7 по 13 февраля дивизия находилась во 2-м эшелоне корпуса, вела подготовку к наступлению.
С 14 по 17 февраля дивизия переходит в 1-й эшелон и продолжает дальнейшее наступление. Преодолевая сопротивление противника, части дивизии в 13:30 17 февраля овладели г. Мельзак.
С 13 февраля по 26 марта части дивизии, продолжая преодолевать яростное сопротивление противника, отбивая многочисленные контратаки танков и пехоты, продолжили наступление и к 26 марта вышли на залив Фриш-Гаф.
В течение 26 марта дивизия вела очистку от разрозненных групп противника в районе восточнее Дойч-Ванау. В 16:00 двумя полками (1170-й и 1172-й сп) сосредоточилась в районе северная окраина Кароен. 1174-й сп нёс боевую службу охранения на рубеже северо-западнее отметки 30,2 северная окраина Дойч-Ванау.
Выполняя приказ № 0011 Штакора-35 от 27 марта 1945 года, дивизия с 26 марта по 4 апреля двумя полками совершила марш по маршруту: Карбен — Вермдтен — Грюненпальд — Кокендорф — Пакхаузен — Хайлетерн и сосредоточилась в районе Борнит, Воинит. 1174-й сп, сдав участок 71-му ск, 2 апреля выступил на марш и сосредоточился в районе Раихаган.
4 апреля гужевая колонна дивизии вышла в новый район дислокации и к 18 апреля сосредоточилась в районе Маусков. Личный состав, следующий по железной дороге, 6 апреля выбыл в места сосредоточения и к 14 апреля сосредоточился в районе Маучков.
С 14 по 21 апреля части дивизии проводили занятия по боевой подготовке.
Выполняя приказ № 0010 Штакора-35 от 20 апреля, дивизия с 21 по 22 апреля совершила марш и в 11:30 22 апреля сосредоточилась в районе леса 3 км западнее Юнхеберг.
С 22 по 25 апреля дивизия вступила в бои и заняла Ной-Циттау, преодолевая упорное огневое сопротивление противника и контратаки, части дивизии продолжали наступление и в 17:00 25 апреля 1172-й сп соединился с 6-й сд 1-го Украинского фронта в районе западнее Хоэрлеме и 1170-й сп в 08:00 25 апреля с частями 152-й сд того же фронта в районе перекрестка дорог 1 км юго-западнее Хоэрлеме. Противник понёс следующие потери: уничтожено солдат и офицеров до 450, взято в плен 73 солдата. Подбито: 2 самоходных орудия, 5 орудий, 12 пулемётов, захвачено: 8 легковых автомашин, 5 грузовых, 18 пароходов, 7 барж, 23 мотоцикла, 10 подвод с боеприпасами, 12 велосипедов, склад с запасными автозапчастями, 11 пулемётов, 75 винтовок.
С 26 по 28 апреля дивизия действовала во 2-м эшелоне 35-го ск, прикрывая правый фланг корпуса.
27 апреля части дивизии встречались с противником в районе Гросс-Керис, обходным манёвром озера Пецер-Хинтер-Зее с юга и с севера овладели Пец, заняв круговую оборону.
С 28 по 30 апреля дивизия достигла южной части Гросс-Керис и продолжала удерживать данный рубеж. Противник, пытаясь сдержать наступление наших частей, оказывал сопротивление ружейно-пулемётным огнём и, используя лесной массив, пытался прорваться в северо-западном направлении. Дивизия вела бои по прочесыванию леса от мелких групп противника.
С 2 по 8 мая дивизия вела бои западнее Берлина Бранденбургской провинции. 8 мая вышла на реку Эльба и соединилась с Английской армией в районе 15 км западнее Бреттин. Дивизия уничтожила до 150 солдат и офицеров, взяла в плен — 70. Разбила 1 орудие, 5 пулемётов, 3 автомашины, 2 миномёта, Захвачено: автомашин — 140, орудий — 27, в том числе зенитных — 16, пулемётов — 33, мотоциклов — 12, тракторов и тягачей — 20. Винтовок — 500, Цистерн железнодорожных с нефтью — 3, вагонов — 6, паровозов — 1, склад с сахаром — 1, склад с мылом — 1, прожекторов — 25 шт.
9 мая дивизия совершила марш и сосредоточилась в районе Вархау, где и застала окончание войны.
Боевые действия дивизия закончила под командованием гвардии полковника ГРЕКОВА в составе 35-го ск 3-й армии 1-го Белорусского фронта.
С 10 мая по 6 июня дивизия сосредоточена в районе Вархау, где проводила боевую и политическую подготовку.
6 июня по 20 августа дивизия совершила марш по маршруту: Вархау — Герн — Зармунд — Брузендорф — Тоипиц — Витмансдорф — Скулен — Гоиас — Шенкендебберн — Верден — Липталь — Шваиниц — Либерозе — Губен — Ноберсберг — Ниттриц — Коннтоп — Смигель — Шримм — Жеркув — Тронбчин — Тулишкув — Турек — Унейуф — Ленчица — Плонтек — Лович — Блоне — Варшава — Седлец — Соколув — Подляски — Пружаны — Слоним — Барановичи — Борисов — Лепель.
На протяжении боевых действий на фронте дивизия неоднократно пополнялась личным составом. Иногда в обороне или в резерве командира корпуса.
Дивизия пополнялась: в 1942 на Северо-Западном фронте, в 1943 в апреле при подготовке к боям за Орёл. В 1944 в апреле—мае при подготовке прорыва на реке Друть, в 1944 ноябрь—декабрь при подготовке к прорыву обороны противника на реке Нарев. В 1945 в февраль—март в боях в Восточной Пруссии.
20 августа дивизия сосредоточилась в новом районе дислокации Военный городок разъезд 116 км. Дивизия вышла из состава действующей армии и вошла в состав 40-го ск Минского военного округа. Дивизией командовал гвардии полковник ГРЕКОВ.
Формирование дивизии происходило с 10 августа, осенью 1941 года, на Урале, в районе города Бузулук Чкаловской (ныне Оренбургской) области.
1174-й стрелковый полк (1174 сп) формировался в деревне Сухоречка. 23 августа был подписан приказ № 1 по команде 1174 (как в целях секретности именовался полк):

«Сего числа прибыл и вступил в исполнение обязанностей командира команды 1174. Основание: приказ о.к. № 23/1296. командир команды майор Гловацких Ан. Гр.»— Выписка из приказа.
Формирование, обучение и слаживание частей и подразделений дивизии, состоявших из мирных тружеников СССР: рабочих, крестьян, интеллигенции Оренбуржья, закончились за 3 месяца.
С 12 ноября части дивизии начали передислокацию, по железной дороге, в район сосредоточения 60-й армии (резервная). 12 ноября из мест формирования частей, эшелонами, выдвинулся 916 ап, 13 ноября тремя эшелонами 1174 сп в город Семёнов, Горьковская область, позднее остальные части. До 28 ноября 348 сд перебрасывается из Семёнова в Загорск Московская область, и уже в первых числах декабря части и подразделения дивизии выгрузились из железнодорожных составов на станции Загорск. Оттуда части дивизии выдвинулись в районы сосредоточения. 3 декабря 916 ап походным маршем достиг г. Запрудня там же (в районе города) разместились остальные части дивизии.
4 декабря дивизией был получен приказ от командующего 30-й армии Западного фронта, от 4 декабря 1941 г. за № 36, о переходе в наступление.
5 — 6 декабря 1941 года бойцы и командиры 348 сд вступили в свой первый бой под Москвой. В этот день Красная Армия перешла в наступление под Москвой, началась Московская наступательная операция, в которой 348 сд принимала активное участие. 348-я стрелковая дивизия действовала на фронте Золино, Опритово.
Первым перешёл в наступление, приняв боевое крещение, под деревней Бунятино 1170 сп, по мере подхода остальных полков дивизии 7—14 декабря были освобождены (взяты с боем) населённые пункты: Васильево, Ново-Яхрома, Поздняково, Васнево, Кочергино, Безбородово, Соврыгино, Богданово, Негаево, Исаково, Бутиха, Русино, Таурурово, Бабайки, город Рогачёв, Михалёво, Покрово, Спас-Коркодино, Вороново, город Клин. Бои были ожесточённые, враг с большим трудом уступал позиции. За девять дней наступательных боёв от Бунятино до Клина дивизия потеряла убитыми 786 воинов, которые были похоронены в 35 братских могилах. Сильные морозы добавили большое количество обмороженных.

В ночь на 9 декабря войска нашей армии штурмом овладели Рогачевом. Левофланговой группой армии руководил Г. И. Хетагуров. Первой ворвалась в город 348-я стрелковая дивизия А. С. Люхтикова. Во главе её шёл 1170-й полк полковника А. А. Куценко. В боях за город было уничтожено до двух полков 14-й мотодивизии противника, захвачено боевое знамя одного из полков этой дивизии. 348-я дивизия не имела поддерживающих танков, а артиллерия в ходе наступления нередко застревала в снегу, и орудия приходилось тащить на руках. Тогда путь пехоте прокладывали пулемёты. Особенно отличилась пулемётная рота во главе с бесстрашным капитаном Андреем Акимовичем Царенко. Если у кого-нибудь отказывал пулемёт, Царенко, несмотря на губительный огонь, быстро приходил на помощь и устранял неисправность. В этом бою его рота уничтожила около трехсот фашистов. А. А. Царенко получил ранение, но остался в строю.— Д. Д. Лелюшенко, мемуары, «Заря победы».

Несколько дней вели предельно ожесточенные бои воины 348-й стрелковой дивизии за Афанасово, Петровское и Ново-Кобелево. В качестве трофеев ими были захвачены 60 автомашин, 12 орудий, шесть миномётов, две противотанковые пушки, много стрелкового оружия и боеприпасов, ротная канцелярия 459-го пехотного полка.— Лотошинский район. Военные годы.
В ходе наступления 348 сд освободила более 40 населённых пунктов, в том числе город Клин (в 2 часа ночи 15 декабря в Клин с боем вошла и 348-я Уральская стрелковая дивизия под командованием полковника А. С. Люхтикова), часть Лотошинского района и вышла к городу Ржев в конце января 1942 года.
C переходом к обороне, 9 февраля 1942 г., завершилось участие дивизии в Ржевско-Вяземской операции.
С 30 июля 1942 года дивизия участвовала в Ржевско-Сычовской операции. Вела бои северо-западнее Ржева в районе реки Кокша: 1170-й сп — в районе деревни Мишино, 1172-й сп — в районе деревень Бахмутово и Клепинино, 1174-й сп — в районе Большое Косачёво, Старо-Филькино, Головешкино, также бои велись в районах деревень Дехтери, Ерши, Красное. Дивизия понесла большие потери, убитые были захоронены в указанных деревнях, позднее перезахоронены в братскую могилу в деревне Кокошилово.
В августе 1942 года дивизия переведена из 30-й армии Западного фронта в 39-ю армию Калининского фронта.
В течение 1942 года и первой половины 1943 года дивизия вела тяжёлые бои в Калининской и Новгородской областях.
В мае 1943 года дивизия переведена в район Орла, участвовала в Орловской стратегической наступательной операции, в июле 1943 года принимала участие в Орловско-Курской битве, и участвовала в освобождении Орла. К февралю 1944 года, освободив районы Орловской, Брянской, Гомельской и часть Могилёвской области, дивизия вышла на реку Друть, приток Днепра, где перешла к обороне.
С 23 июня 1944 года дивизия принимала участие в Белорусской операции (окружение и разгром Бобруйской группировки противника). В ходе Минской наступательной операции (29 июня — 4 июля) на втором этапе операции «Багратион» освобождала: город Бобруйск (29 июня), Червенский район Белоруссии (2 июля 1944, город Червень), Кричев, 3 июля 1944 года — город Минск, позднее Мосты, Белосток, Остроленка.
Принимала участие в Берлинской наступательной операции.
Свой поход дивизия закончила 8 мая 1945 года на реке Эльба, воины дивизии встретились с британскими союзниками, расформирована в апреле 1946 года.

## Состав
Август — ноябрь 1941 г., дислокация в районе города Бузулук:
- Управление (штаб);
- 1170-й стрелковый полк (1170сп)[7] (полковник А. С. Люхтиков);[6]
- 1172-й стрелковый полк (1172сп)[7] ();
- 1174-й стрелковый полк (1174сп)[7], дислокация деревня Сухоречка (майор А. Г. Гловацких, полковник И. И. Долматов) (3089 человек (чел.);
  - 3 стрелковых батальона (по 672 чел.);
  - миномётный батальон (330 чел., батареи 76 и 45 миллиметровых (мм) пушек, в составе которых были 574 лошади, по четыре пушки каждого калибра, миномётов 82 мм — 27 штук, 50 мм — 26 штук);[2]
- 916-й артиллерийский полк (916ап), дислокация в начале в районе мельницы города Бузулук, а затем в землянках за рекой Самаркой (полковник Яхонтов и начштаба капитан Куницкий (28 августа));
  - артиллерийский дивизион;
  - артиллерийский дивизион;
  - Из-за отсутствия орудий третий дивизион не формировался;[2]
- 472-й отдельный сапёрный батальон;[2]
- 438-й отдельный медсанбат;[2]
- 589-я отдельная рота связи;[2]
- 415-я отдельная разведывательная рота;[2]
- 468-я отдельная автомобильная рота подвоза;[2]
- 207-я полевая хлебопекарня;[2]

1 декабрь 1941 г. — 9 мая 1945 г.:
- Управление (штаб);
- 1170сп (полковника А. А. Куценко);[10]
- 1172сп;
- 1174сп;
- 916ап;
- 207-й отдельный истребительно-противотанковый дивизион (207оиптд);
- 415-я разведывательная рота (415рр);
- 472-й сапёрный батальон (472сапб);
- 804-й отдельный батальон связи (804обс) (579-я отдельная рота связи (579орс));
- 438-й медицинский санитарный батальон (438медсанбат);
- 431-я отдельная рота химической защиты (431орхз);
- 468-я автотранспортная рота (468атр);
- 207-я полевая хлебопекарня (207пхп);
- 775-й дивизионный ветеринарный лазарет (775двл);
- 263-я полевая почтовая станция (263ппс);
- 783-я полевая касса государственного банка (783пкг);[1]

10 мая 1945 г.:
- Управление (штаб);
- 1170-й Белостокский Краснознамённый орденов Кутузов и Александра Невского стрелковый полк;
- 1172-й Остроленковский Краснознамённый ордена Кутузова стрелковый полк;
- 1174-й Алленштайнский Краснознамённый орденов Суворова и Кутузов стрелковый полк;
- 916-й Остроленковский орденов Кутузова , Александра Невского и Суворова артиллерийский полк;
- 207-й отдельный истребительный противотанковый ордена Александра Невского дивизион;
- 438-й отдельный медико-санитарный батальон;
- 804-й отдельный батальон связи;
- 472-й отдельный сапёрный батальон;
- 415-я отдельная разведывательная рота;[7]
- и другие части

## В составе
- Приволжский военный округ;
- 60-я Резервная Армия[2];
- 30-я армия, Калининский фронт[6];
- 31-я армия, Калининский фронт[6];
- 30-я армия, Калининский фронт[6];
- Резерв фронта , Калининский фронт[6];
- 39-я армия, Калининский фронт[6];
- 1-я ударная армия, Северо-западный фронт[6];
- 53-я армия, Северо-Западный фронт[6];
- 2-я резервная армия, Ставка ВГК[6];
- 40-го стрелкового корпуса, 63-я армия, Брянский фронт;
- 35-го стрелкового корпуса, 3-я армия, 1-й Белорусский фронт;
- 35-го стрелкового корпуса, 3-я армия, 2-й Белорусский фронт;
- 35-го стрелкового корпуса, 3-я армия, 3-й Белорусский фронт;
- 35-го стрелкового корпуса, 3-я армия, 1-й Белорусский фронт;
- 35-го стрелкового корпуса, 3-я армия, Минский Военный округ.

## Награды дивизии
- 6 июля 1944 года — Почётное наименование «Бобруйская» — присвоено приказом Верховного Главнокомандующего № 0181 от 6 июля 1944 года за отличия в боях при взятии Бобруйска. ;
- 9 августа 1944 года —  Орден Красного Знамени — награждена указом Президиума Верховного Совета СССР за образцовое выполнение заданий командования в боях с немецкими захватчиками, за овладение городом Белосток и проявленные при этом доблесть и мужество;[12]
- 5 апреля 1945 года —  Орден Кутузова 2-й степени — награждена указом Президиума Верховного Совета СССР за образцовое выполнение заданий командования в боях с немецкими захватчиками при овладении городами Вормдитт, Мельзак и проявленные при этом доблесть и мужество;[13]

Награды частей дивизии:
- 1170-й стрелковый Белостокский Краснознамённый[14] орденов Кутузова[15] и Александра Невского[16] полк;
- 1172-й стрелковый Остроленковский Краснознамённый[14] ордена Кутузова[16] полк;
- 1174-й стрелковый Алленштайнский Краснознамённый[17] орденов Суворова[18] и Кутузов[19] полк;
- 916-й артиллерийский Остроленковский орденов Суворова[18],Кутузова и Александра Невского полк;
- 207-й отдельный истребительно — противотанковый ордена Александра Невского[20] дивизион;

За отличия в боевых действиях, личному составу 348 сд, объявлено 14 благодарностей приказами ВГК. Бойцы и командиры награждены более 17 000 правительственных наград (медалями и орденами).
- Войскам, в том числе и 348сд, участвовавшим в освобождении Орла и Белгорода, приказом Верховного Главнокомандующего (ВГК) от 5 августа 1943 г. объявлена благодарность (личному составу), и в Москве дан салют 12 артиллерийскими залпами из 120 орудий;
- Войскам, участвовавшим в боях за освобождение Бобруйска, приказом ВГК от 29 июня 1944 г. объявлена благодарность (личному составу), и в Москве дан салют 20 артиллерийскими залпами из 224 орудий;

## Командиры
- Люхтиков, Анисим Стефанович (15.08.1941 — 21.09.1942), полковник, генерал-майор;
- Ильичёв, Иван Афанасьевич (22.09.1942 — 21.04.1943), полковник;
- Мохин, Иван Васильевич (25.04.1943 — 26.05.1943), генерал-майор;
- Григорьевский, Иван Фёдорович (27.05.1943 — 20.06.1944), полковник, генерал-майор;
- Никитин, Николай Александрович (21.06.1944 — 27.08.1944), генерал-майор;
- Кальный, Иван Гаврилович (28.08.1944 — 31.08.1944), полковник[21];
- Греков, Михаил Андреевич (31.08.1944 — ??.02.1946), генерал-майор;

## Особо отличившиеся воины
- Арлашкин, Григорий Фадеевич — Герой Советского Союза (посмертно);
- Гутник, Иосиф Михайлович — Герой Советского Союза;
- Здунов, Василий Фёдорович — Герой Советского Союза;
- Самохвалов, Александр Николаевич — Герой Советского Союза;
- Шевляков, Николай Степанович — Герой Советского Союза (посмертно);
- Пономарчук, Александр Фёдорович, младший сержант, помощник командира взвода пешей разведки 1172 стрелкового полка. Погиб в бою 14 декабря 1944 года.

Известные люди, служившие в дивизии:
- Викулов, Сергей Васильевич
- Гнедин, Василий Тихонович
- Паздников, Пётр Иванович — награждён в составе дивизии орденом Славы III степени;

За войну в 348сд погибло около 11 500 воинов, не считая умерших от ран и без вести пропавших. Всего за эти годы через дивизию прошло около 110 000 человек, при полном штатном численном составе не более 6000 бойцов и командиров.

## Память
Организованы и действуют 25 музеев боевой славы, в освобождённых дивизией городах и посёлках: Клин, Стародуб (Брянская область), Трубчевск, Светлогорск, Советск, Синьково, Вербилки, Лотошино, Савостино, Вороново (Московская область), Липецк, Новосиль (Орловская область), Минск, Кличев, Кричев, Червень, Мосты, Гродно, Ольштын, Гронвальд, Белосток, Калининград, Гентин;
- Основной музей 348-й стрелковой дивизии находится в школе-интернате № 25 (санаторная школа-интернат № 25), город Москва, создан в 1983 г..;[7]
- Создан музей 348-й стрелковой дивизии на базе средней школы № 3, города Мосты. Открытие музея состоялась в торжественной обстановке в 1967 г..[8]
- Историко-краеведческий музей. Савостинская СОШ.[22]
- С 1970-х годов создан и действует Совет ветеранов 348-й стрелковой дивизии.
- Улица в городе Новосиль носит имя 348-й стрелковой дивизии.